# Toni Doblas
Toni Doblas, all'anagrafe Antonio David Doblas Santana (Dos Hermanas, 5 agosto 1980), è un allenatore di calcio ed ex calciatore spagnolo, di ruolo portiere, preparatore dei portieri del Real Betis.

## Biografia
Possiede una laurea in giornalismo.

## Caratteristiche tecniche
Pur non essendo perfetto stilisticamente, era un portiere in possesso di una buona presa e di discreti riflessi. Si distingueva anche per la capacità di neutralizzare le conclusioni dagli undici metri.

## Carriera

### Inizi
Muove i suoi primi passi nel settore giovanile del Betis. Dopo una parentesi in Segunda División allo Xerez, esordisce in prima squadra il 24 ottobre 2004 in Getafe-Betis (0-2). Partito come terza scelta nelle gerarchie, in seguito agli infortuni di Prats e Contreras, riesce a ritagliarsi uno spazio in prima squadra sotto la guida Serra Ferrer. A fine stagione - impostosi come prima scelta tra i pali - contribuisce al successo della Coppa del Re, trofeo che la squadra non sollevava dal 1977.
Nella semifinale contro l'Atletico Bilbao - protrattasi fino alla lotteria dei rigori - respinge due delle cinque conclusioni dal dischetto dei Leones consentendo agli andalusi di raggiungere la finale, poi vinta contro l'Osasuna.
Il 9 agosto 2005 esordisce nelle competizioni europee contro il Monaco, partita valida per l'accesso alla fase a gironi di Champions League. Nella partita di ritorno respinge un rigore Camel Meriem, risultando decisivo nel passaggio del turno.
Nel 2007 - complice anche un infortunio alla caviglia che lo tiene fermo cinque mesi - viene relegato ai margini dal tecnico Héctor Cúper, che gli preferisce Ricardo Pereira.

### Real Saragozza
Lascia quindi la squadra nel 2008 - dopo aver trascorso più di dieci anni tra i Verderones - accasandosi al Real Saragozza in Segunda División, risultando - nonostante guadagni i gradi da titolare solo a marzo - decisivo nel ritorno dei maños in massima serie.
Relegato a riserva a causa della presenza in rosa di Carrizo, la stagione seguente viene acquistato dall'Huesca, con cui ottiene la salvezza piazzandosi a metà classifica, mantenendo la propria porta inviolata per 10 occasioni.
Il 9 luglio 2010 torna al Saragozza, con cui firma un contratto biennale con opzione di rinnovo per il terzo anno. Dopo essersi conteso il posto da titolare con l'argentino Leo Franco, a fine stagione subisce un grave infortunio al legamento del ginocchio durante la sfida con l'Espanyol, rimanendo fermo diversi mesi.
Il 31 agosto 2011 rinnova il proprio contratto per altre due stagioni, prima di essere ceduto in prestito allo Xerez, in Segunda División. Tornato alla base, si vede messo ai margini a causa del cambio di guida tecnica.

### Le esperienze all'estero
Il 31 gennaio 2013 si trasferisce in Azerbaigian al Khazar Lenkoran, firmando un contratto valido per un anno e mezzo. Il 25 luglio rescinde il proprio contratto in seguito alla sconfitta interna per 0-8 subita contro il Maccabi Haifa nei preliminari valevoli per l'accesso alla fase a gironi di Europa League.
Complice l'assenza per infortunio di Rafael, il 27 febbraio 2014 viene tesserato dal Napoli fino al termine della stagione. Dopo aver sollevato la Coppa Italia da spettatore, l'11 maggio 2014 esordisce in Serie A contro la Sampdoria (5-2 per i partenopei), subentrando al posto del connazionale Pepe Reina al 34' della ripresa. Il tecnico Rafael Benítez lo manda poi in campo dal primo minuto la settimana successiva contro il Verona all'ultima giornata di campionato, concludendo l'annata con due presenze.
Il 12 agosto 2014 viene ingaggiato dall'HJK Helsinki, per sopperire all'infortunio occorso a Michael Tørnes. Termina l'annata conquistando il titolo nazionale e la Coppa di Finlandia. Il 19 marzo 2015 passa al Cornellà, società militante nella terza serie spagnola.
Il 29 agosto 2015 passa a parametro zero al Delhi Dynamos, in India. Esordisce nella Indian Super League il 14 ottobre contro il Pune City. Il 27 febbraio 2016 passa in prestito al Toledo in Segunda División B.
Il 28 dicembre 2016 viene tesserato dall'Extremadura.

## Statistiche

### Presenze e reti nei club
| Stagione              | Squadra               | Campionato            | Campionato | Campionato | Coppe nazionali | Coppe nazionali | Coppe nazionali | Coppe continentali | Coppe continentali | Coppe continentali | Altre coppe | Altre coppe | Altre coppe | Totale | Totale |
| Stagione              | Squadra               | Comp                  | Pres       | Reti       | Comp            | Pres            | Reti            | Comp               | Pres               | Reti               | Comp        | Pres        | Reti        | Pres   | Reti   |
| --------------------- | --------------------- | --------------------- | ---------- | ---------- | --------------- | --------------- | --------------- | ------------------ | ------------------ | ------------------ | ----------- | ----------- | ----------- | ------ | ------ |
| 1998-1999             | Betis B               | SDB                   | 1          | -1         | -               | -               | -               | -                  | -                  | -                  | -           | -           | -           | 1      | -1     |
| 1999-2000             | Betis B               | SDB                   | 30         | -42        | -               | -               | -               | -                  | -                  | -                  | -           | -           | -           | 30     | -42    |
| 2000-2001             | Betis B               | TD                    | 38         | -35        | -               | -               | -               | -                  | -                  | -                  | -           | -           | -           | 38     | -35    |
| 2001-2002             | Betis B               | SDB                   | 33         | -32        | -               | -               | -               | -                  | -                  | -                  | -           | -           | -           | 33     | -32    |
| 2002-2003             | Betis B               | SDB                   | 35         | -37        | -               | -               | -               | -                  | -                  | -                  | -           | -           | -           | 35     | -37    |
| Totale Betis B        | Totale Betis B        | Totale Betis B        | 137        | -147       |                 | -               | -               |                    | -                  | -                  |             | -           | -           | 137    | -147   |
| 2003-2004             | Xerez                 | SD                    | 4          | -4         | CR              | 2               | -2              | -                  | -                  | -                  | -           | -           | -           | 6      | -6     |
| 2004-2005             | Betis                 | PD                    | 29         | -35        | CR              | 5               | -6              | -                  | -                  | -                  | -           | -           | -           | 34     | -41    |
| 2005-2006             | Betis                 | PD                    | 24         | -37        | CR              | 4               | -3              | UCL+CU             | 7+1                | -9 + -0            | SS          | 1           | -3          | 37     | -52    |
| 2006-2007             | Betis                 | PD                    | 22         | -23        | CR              | 1               | -1              | -                  | -                  | -                  | -           | -           | -           | 23     | -24    |
| 2007-2008             | Betis                 | PD                    | 1          | -1         | CR              | 0               | 0               | -                  | -                  | -                  | -           | -           | -           | 1      | -1     |
| Totale Betis          | Totale Betis          | Totale Betis          | 76         | -96        |                 | 10              | -10             |                    | 8                  | -9                 |             | 1           | -3          | 95     | -118   |
| 2008-2009             | Real Saragozza        | SD                    | 14         | -9         | CR              | 0               | 0               | -                  | -                  | -                  | -           | -           | -           | 14     | -9     |
| 2009-2010             | Huesca                | SD                    | 29         | -27        | CR              | -               | -               | -                  | -                  | -                  | -           | -           | -           | 29     | -27    |
| 2010-2011             | Real Saragozza        | PD                    | 18         | -21        | CR              | 2               | -2              | -                  | -                  | -                  | -           | -           | -           | 20     | -23    |
| 2011-2012             | Xerez                 | SD                    | 36         | -52        | CR              | 1               | -1              | -                  | -                  | -                  | -           | -           | -           | 37     | -53    |
| Totale Xerez          | Totale Xerez          | Totale Xerez          | 40         | -56        |                 | 3               | -3              |                    | -                  | -                  |             | -           | -           | 43     | -59    |
| 2012-gen. 2013        | Real Saragozza        | PD                    | 0          | 0          | CR              | 0               | 0               | -                  | -                  | -                  | -           | -           | -           | 0      | 0      |
| Totale Real Saragozza | Totale Real Saragozza | Totale Real Saragozza | 32         | -30        |                 | 2               | -2              |                    | -                  | -                  |             | -           | -           | 34     | -32    |
| gen.-giu. 2013        | Xəzər-Lənkəran        | PL                    | 2+5        | -5 + -5    | AK              | 3               | -1              | -                  | -                  | -                  | -           | -           | -           | 10     | -11    |
| ago. 2013             | Xəzər-Lənkəran        | PL                    | -          | -          | AK              | -               | -               | UEL                | 4                  | -9                 | -           | -           | -           | 4      | -9     |
| Totale Xəzər-Lənkəran | Totale Xəzər-Lənkəran | Totale Xəzər-Lənkəran | 2+5        | -5 + -5    |                 | 3               | -1              |                    | 4                  | -9                 |             | -           | -           | 14     | -20    |
| feb.-giu. 2014        | Napoli                | A                     | 2          | -2         | CI              | 0               | 0               | UEL                | 0                  | 0                  | -           | -           | -           | 2      | -2     |
| 2014                  | HJK                   | VL                    | 5          | -5         | SC              | 1               | 0               | UEL                | 8                  | -14                | -           | -           | -           | 14     | -19    |
| mar.-giu. 2015        | Cornellà              | SDB                   | 9          | -9         | CR              | -               | -               | -                  | -                  | -                  | -           | -           | -           | 9      | -9     |
| 2015                  | Delhi Dynamos         | ISL                   | 10+2       | -12 + -3   | -               | -               | -               | -                  | -                  | -                  | -           | -           | -           | 12     | -15    |
| feb.-giu. 2016        | Toledo                | SDB                   | 5+3        | -3 + -0    | CR              | -               | -               | -                  | -                  | -                  | -           | -           | -           | 5      | -3     |
| 2016                  | Delhi Dynamos         | ISL                   | 10+2       | -8 + -2    | -               | -               | -               | -                  | -                  | -                  | -           | -           | -           | 12     | -10    |
| Totale Delhi Dynamos  | Totale Delhi Dynamos  | Totale Delhi Dynamos  | 20+4       | -20 + -5   |                 | -               | -               |                    | -                  | -                  |             | -           | -           | 24     | -25    |
| gen.-giu. 2017        | Extremadura UD        | SDB                   | 18         | -11        | CR              | -               | -               | -                  | -                  | -                  | -           | -           | -           | 18     | -11    |
| 2017-gen. 2018        | San Fernando CD       | SDB                   | 18         | -24        | CR              | 0               | 0               | -                  | -                  | -                  | -           | -           | -           | 18     | -24    |
| 2018                  | Ceres-Negros          | PFL                   | 0          | 0          | -               | -               | -               | ACL+AFC            | 3+8                | -5 + -8            | -           | -           | -           | 11     | -13    |
| Totale carriera       | Totale carriera       | Totale carriera       | 405        | -445       |                 | 19              | -16             |                    | 31                 | -45                |             | 1           | -3          | 456    | -509   |

## Palmarès

### Club

#### Competizioni nazionali
- Coppa di Spagna: 1

Betis: 2004-2005
- Coppa Italia: 1

Napoli: 2013-2014
- Campionato finlandese: 1

HJK: 2014
- Coppa di Finlandia: 1

HJK: 2014